# Laureaci Pokojowej Nagrody Nobla
Laureaci Pokojowej Nagrody Nobla – osoby i organizacje, którym za działalność na rzecz światowego pokoju została przyznana przez Norweski Komitet Noblowski Pokojowa Nagroda Nobla. Wyróżnienie to ufundowane zostało testamentem szwedzkiego przemysłowca i wynalazcy dynamitu, Alfreda Nobla. Nadzór nad nagrodą sprawuje Fundacja Nobla. Pokojowa Nagroda Nobla jako jedyna ze wszystkich nagród Nobla przyznawana jest przez organizację norweską.

## Nominacja i wybór kandydatów
Pokojowa Nagroda Nobla jest przyznawana kandydatom (ludziom lub organizacjom), którzy 

wykonali największą lub najlepszą pracę na rzecz braterstwa między narodami, likwidacji bądź ograniczenia stałych armii i udziału oraz promowania kongresów pokojowych.

Zgodnie z wolą fundatora laureaci nagrody wybierani są przez pięcioosobowy Norweski Komitet Noblowski, którego członkowie są powoływani przez Storting. Nominacje kandydatów mogą być zgłaszane przez:
- parlamentarzystów lub członków rządów
- członków sądów międzynarodowych
- rektorów uniwersytetów, profesorów socjologii, historii, prawa i teologii oraz dyrektorów instytutów badań nad pokojem i instytutów badań polityki zagranicznej
- laureatów Pokojowej Nagrody Nobla
- członków zarządów organizacji, którym przyznano Pokojową Nagrodę Nobla
- obecnych i byłych członków Norweskiego Komitetu Noblowskiego
- byłych doradców tegoż Komitetu[3].

Nominacje do nagrody przyznawanej w danym roku mogą być nadsyłane od września roku poprzedniego do 1 lutego roku jej wręczenia, jednak kandydatury zgłoszone (z powodów niezależnych od zgłaszającego) po tym terminie będą również rozważane, tyle że w następnym roku. Po otrzymaniu kandydatur Komitet ocenia działania kandydatów i przygotowuje krótką listę kandydatur, które będą rozważane w dalszych etapach prac. Krótka lista (zawierająca zwykle od 12 do 30 nazwisk) jest przedstawiana doradcom Komitetu. Ciało doradcze tworzy niewielka grupa profesorów uniwersytetów norweskich biegłych w dziedzinach związanych z Pokojową Nagrodą Nobla, oraz dyrektor i dyrektor naukowy Norweskiego Instytutu Noblowskiego. Doradcy mają kilka miesięcy na sporządzenie raportów, zawierających ich opinie na temat kandydatów. Komitet Noblowski ma prawo prosić o taki raport również ekspertów niebędących doradcami.
Po przedstawieniu raportów doradców członkowie Komitetu debatują nad kandydatami z krótkiej listy. Komitet może prosić o pomoc w zbieraniu dodatkowych informacji na temat kandydatów doradców, zwłaszcza w sytuacji, gdy kandydat jest zaangażowany w bieżące sprawy polityczne. Ostateczny wybór laureata musi być dokonany najpóźniej na ostatnim posiedzeniu Komitetu przed ogłoszeniem nazwiska wyróżnionego (początek października), zwykle jednak Komitet ustala werdykt w połowie września. Wybór laureata dokonywany jest w głosowaniu większościowym.
Nominacje oraz nazwiska nominujących oraz wszystkie informacje dotyczące nominacji – tak publiczne, jak i prywatne – pozostają tajne przez 50 lat. Klauzula tajności zabrania również informowania samych nominowanych, nawet w prywatnych rozmowach.

## Nominowani bez wyróżnienia
Po wygaśnięciu klauzuli tajności Komitet Noblowski może ujawnić nazwiska osób nominowanych, które nie zostały wyróżnione Pokojową Nagrodą Nobla, wraz z danymi zgłaszającego i uzasadnieniem. Baza danych osób nominowanych jest dostępna na stronie internetowej Fundacji Nobla. Trzy najczęściej poszukiwane nazwiska to Józef Stalin, Mahatma Gandhi oraz Adolf Hitler. Kandydatura Stalina wysuwana była dwukrotnie, w 1945 i 1948, z jednakowym uzasadnieniem: Za wysiłki na rzecz zakończenia II wojny światowej. Gandhi jako pokojowy bojownik o poszanowanie praw człowieka nominowany był aż pięciokrotnie, przy czym ostatnia nominacja napłynęła do Komitetu krótko przed jego zabójstwem, w styczniu 1948 roku. Mimo że Komitet doceniał działania Gandhiego, jego działalność była krytykowana przez wiele osób związanych z ruchem pokojowym. W związku z ostatnią kandydaturą Komitet rozważał wyróżnienie pośmiertne, jednak ostatecznie Komitet zdecydował nie przyznawać Nagrody za 1948 rok, z uzasadnieniem: brak odpowiedniego żyjącego kandydata.
Kandydatura Hitlera została wysunięta w 1939 roku przez członka Stortingu, Erika Gottfrida Christiana Brandta, zadeklarowanego antyfaszystę. Nominację tę tłumaczył on jako ironiczną krytykę ówczesnej debaty politycznej w Szwecji. Była to jego odpowiedź na nominację Neville’a Chamberlaina zgłoszoną przez grupę parlamentarzystów, do której to nominacji Brandt odnosił się sceptycznie. W związku z tym, że krytyka przez nominację Hitlera nie została zrozumiana, w liście datowanym na 1 lutego 1939 Brandt wycofał tę nominację.
Na liście nominowanych w latach 1901–1956, którzy nie zostali uznani przez Komitet za godnych wyróżnienia, znajdują się ponadto nazwiska wielu polityków, artystów, działaczy społecznych oraz członków rodzin królewskich.
Komitet podaje, że najczęściej zgłaszaną kandydaturą była Jane Addams. Od roku 1916 aż do 1931, w którym została wyróżniona napłynęło aż 91 nominacji jej osoby.

## Nagroda
Uroczystość wręczenia Pokojowej Nagrody Nobla odbywa się 10 grudnia w Oslo, w obecności norweskiej rodziny królewskiej – na czele z monarchą panującym – i przedstawicieli rządu norweskiego, Stortingu i korpusu dyplomatycznego. Od 1990 roku uroczystość ta odbywa się w budynku ratusza w Oslo. W poprzednich latach ceremonia odbywała się w budynku Norweskiego Instytutu Noblowskiego (1901–1904), w Stortingsbygningen (1905–1946) oraz w auli Uniwersytetu w Oslo (1947–1989). Tradycyjnie uroczystość zaczyna przemówienie przewodniczącego Komitetu Noblowskiego, który przedstawia postać laureata oraz wyjaśnia motywy, jakimi kierował się Komitet przyznając wyróżnienie. Po tym wprowadzeniu przewodniczący wzywa laureata do odebrania dyplomu i medalu, po czym wygłasza on przemówienie. Nagroda pieniężna nie jest wręczana podczas tej uroczystości. Tradycją jest również bankiet, który odbywa się w dniu wręczenia wyróżnienia, 10 grudnia wieczorem. W trakcie bankietu wygłaszane są trzy przemówienia: laudacja zastępcy przewodniczącego Komitetu Noblowskiego, mowa laureata oraz mowa przewodniczącego Stortingu. Przy stole honorowym umieszczonym w środku sali wraz z laureatem zasiadają: przewodniczący Komitetu Noblowskiego, stały sekretarz Komitetu, premier Norwegii, przewodniczący Stortingu oraz od 2006 roku, król i królowa Norwegii.

Każdy laureat otrzymuje dyplom, medal oraz nagrodę pieniężną, której wysokość ustala co roku Fundacja Nobla (w 2017 było to 9 mln SEK). Oryginalny dyplom, autorstwa Gerharda Munthe, zawierał motyw lwa widniejącego na herbie Norwegii. Miało to podkreślać związek pomiędzy Komitetem Noblowskim i Stortingiem. W latach 1970–1990 dyplomy były zdobione grafiką przygotowaną przez Ørnulfa Ranheimsætera. W 1991 roku podjęto decyzję o corocznej zmianie grafiki dyplomu, od tego też roku dyplomy są wypisywane ręcznie. Zmienność dyplomu nie dotyczy samego tekstu, który od 1901 roku brzmi: 

Komitet Noblowski Stortingu, zgodnie z warunkami opisanymi w testamencie Alfreda Nobla z dnia 27 listopada 1895 odznaczył [imię i nazwisko laureata] Pokojową Nagrodą Nobla za rok...

W czasie uroczystości wręczenia Nagrody, laureaci otrzymują również medal. Został on zaprojektowany przez Gustava Vigelanda i był to jedyny medal stworzony przez tego artystę. Do 1980 roku medal wykonywany był z 24-karatowego złota i ważył 192 gramy. Od tamtego roku medal wykonywany jest z 18-karatowego złota i jest o 4 gramy cięższy. Średnica medalu pozostała niezmieniona i wynosi 6,6 cm. Na awersie medalu znajduje się podobizna Alfreda Nobla, na obwodzie zaś umieszczone jest jego imię, nazwisko oraz daty: narodzin i zgonu. Na rewersie umieszczony jest wizerunek trzech nagich mężczyzn obejmujących się wzajemnie i inskrypcja w języku łacińskim: Pro pace et fraternitate gentium (Dla pokoju i braterstwa między ludźmi). Na rancie medalu wyryte jest imię i nazwisko laureata, rok, w którym został on wyróżniony oraz napis w języku francuskim Prix Nobel de la Paix (Pokojowa Nagroda Nobla).

## Statystyki
Do 2024 roku Pokojowa Nagroda Nobla została wręczona 105 razy, przy czym dwukrotnie wyróżnione zostały trzy osoby (w 1994 i 2011), 31 razy Nagrodę odebrało dwoje laureatów, zaś 69 razy wyróżniona była jedna osoba. Statut Fundacji Nobla przewiduje, że jeśli w danym roku wkład żadnego z kandydatów nie został uznany za godny wyróżnienia, Nagroda nie jest przyznawana, zaś środki na nią przeznaczone przekazywane są na kolejny rok. W latach 1901–2017 taka sytuacja miała miejsce 19 razy. Nagrodą wyróżnionych zostało łącznie 141 laureatów, w tym 111 to laureaci indywidualni, zaś 31 to organizacje, przy czym wyróżnionych zostało 28 organizacji, gdyż Międzynarodowy Komitet Czerwonego Krzyża był wyróżniony trzykrotnie, a urząd Wysokiego Komisarza Narodów Zjednoczonych ds. Uchodźców dwukrotnie. Poza wspomnianymi organizacjami jeden z laureatów Pokojowej Nagrody Nobla, Linus Pauling, został również wyróżniony Nagrodą Nobla w dziedzinie chemii za rok 1954.
Wśród indywidualnych laureatów Pokojowej Nagrody Nobla znalazło się do 2023 roku 18 kobiet i 93 mężczyzn. Pierwszą kobietą wyróżnioną przez Komitet Noblowski była Bertha von Suttner, laureatka Nagrody za 1905 rok.
Do 2015 roku jeden z laureatów odmówił przyjęcia Nagrody. Był to Lê Đức Thọ wyróżniony w 1973 wspólnie z Henrym Kissingerem za negocjacje w czasie konfliktu w Wietnamie. Odmowę uzasadnił naruszeniem warunków rozejmu przez Stany Zjednoczone. Pięcioro laureatów było w chwili wyróżnienia aresztowanych (przebywało w więzieniu, kolonii karnej, obozie koncentracyjnym lub areszcie domowym): Carl von Ossietzky (laureat za rok 1935), Aung San Suu Kyi (1991), Liu Xiaobo (2010), Aleś Bialacki (2022) oraz Narges Mohammadi (2023). Dwóch z nich zmarło przed odzyskaniem wolności: Carl von Ossietzky (w 1938) i Liu Xiaobo (w 2017).
W 1961 roku Komitet zdecydował, że laureatem Nagrody za ten rok zostanie Dag Hammarskjöld, który zginął w katastrofie lotniczej 18 września tegoż roku. Jest to jedyny przypadek pośmiertnego wyróżnienia Pokojową Nagrodą Nobla. Od 1974 statut Fundacji Nobla zabrania wyróżniania pośmiertnego. W przypadku, gdy laureat zmarł przed wręczeniem, ale po ogłoszeniu werdyktu Komitetu, uznawany jest za wyróżnionego.

## Laureaci
Poniższa tabela zawiera chronologiczny spis osób odznaczonych Pokojową Nagrodą Nobla z podanym uzasadnieniem bądź dziedziną, za działalność w której laureat został wyróżniony.
| Rok  | Wyróżniony                                                     | Wyróżniony                                                      | Kraj                                | Uzasadnienie |
| ---- | -------------------------------------------------------------- | --------------------------------------------------------------- | ----------------------------------- | --- |
| 1901 |                                                                | Frédéric Passy                                                  | Francja                             | „Passy był naturalnym wyborem na pierwszego laureata odkąd był jednym z głównych założycieli Unii Międzyparlamentarnej i organizatorów pierwszego Światowego Kongresu Pokojowego” |
| 1901 |                                                                | Henri Jean Dunant                                               | Szwajcaria                          | Założyciel Czerwonego Krzyża i inicjator Konwencji Genewskiej |
| 1902 |                                                                | Élie Ducommun                                                   | Szwajcaria                          | Pierwszy honorowy sekretarz Międzynarodowego Stałego Biura Pokoju w Bernie |
| 1902 |                                                                | Charles-Albert Gobat                                            | Szwajcaria                          | Pierwszy sekretarz generalny Unii Międzyparlamentarnej |
| 1903 |                                                                | William Randal Cremer                                           | Wielka Brytania                     | „Za bycie pierwszym ojcem Unii Międzyparlamentarnej” |
| 1904 |                                                                | Instytut Prawa Międzynarodowego                                 | Belgia                              | „Za wysiłki mające na celu uformowanie ogólnych zasad studiów nad prawem międzynarodowym” |
| 1905 |                                                                | Bertha von Suttner                                              | Austro-Węgry                        | Honorowa przewodnicząca Międzynarodowego Stałego Biura Pokoju |
| 1906 |                                                                | Theodore Roosevelt                                              | Stany Zjednoczone                   | Współtwórca różnych traktatów pokojowych |
| 1907 |                                                                | Ernesto Teodoro Moneta                                          | Włochy                              | „Główny lider włoskiego ruchu pokojowego” |
| 1907 |                                                                | Louis Renault                                                   | Francja                             | Profesor prawa międzynarodowego |
| 1908 |                                                                | Klas Pontus Arnoldson                                           | Szwecja                             | Założyciel Szwedzkiej Ligi Pokojowej i Arbitrażowej |
| 1908 |                                                                | Fredrik Bajer                                                   | Dania                               | Honorowy przewodniczący Międzynarodowego Stałego Biura Pokoju |
| 1909 |                                                                | Auguste Beernaert                                               | Belgia                              | Członek Stałego Trybunału Arbitrażowego |
| 1909 |                                                                | Paul Henri d’Estournelles de Constant                           | Francja                             | Założyciel i przewodniczący francuskiej grupy parlamentarnej arbitrażu międzynarodowego |
| 1910 |                                                                | Międzynarodowe Stałe Biuro Pokoju                               | Szwajcaria                          | „Za działalność łączącą społeczeństwa pokojowe w różnych krajach” |
| 1911 |                                                                | Alfred Hermann Fried                                            | Austro-Węgry                        | Założyciel czasopisma Die Friedens-Warte (ang. Journal of International Peace and Organization), pierwszego i najstarszego (wydawanego od 1899) pisma w obszarze niemieckojęzycznym, służącego jako forum dyskusji i prezentacji poglądów na tematy związane z utrzymaniem pokoju.                          |
| 1911 |                                                                | Tobias Asser                                                    | Holandia                            | „(...) był także członkiem Stałego Trybunału Arbitrażowego, jak również inicjatorem Konferencji Prawa Prywatnego Międzynarodowego” |
| 1912 |                                                                | Elihu Root                                                      | Stany Zjednoczone                   | Inicjator różnych porozumień arbitrażowych |
| 1913 |                                                                | Henri La Fontaine                                               | Belgia                              | Przewodniczący Międzynarodowego Stałego Biura Pokoju |
| 1914 | Nie przyznano                                                  | Nie przyznano                                                   | Nie przyznano                       | Nie przyznano |
| 1915 | Nie przyznano                                                  | Nie przyznano                                                   | Nie przyznano                       | Nie przyznano |
| 1916 | Nie przyznano                                                  | Nie przyznano                                                   | Nie przyznano                       | Nie przyznano |
| 1917 |                                                                | Międzynarodowy Komitet Czerwonego Krzyża                        | Szwajcaria                          | Za działalność na polu pomocy humanitarnej |
| 1918 | Nie przyznano                                                  | Nie przyznano                                                   | Nie przyznano                       | Nie przyznano |
| 1919 |                                                                | Woodrow Wilson                                                  | Stany Zjednoczone                   | Założyciel Ligi Narodów |
| 1920 |                                                                | Léon Bourgeois                                                  | Francja                             | Przewodniczący Rady Ligi Narodów |
| 1921 |                                                                | Christian Lous Lange                                            | Norwegia                            | Sekretarz generalny Unii Międzyparlamentarnej |
| 1921 |                                                                | Hjalmar Branting                                                | Szwecja                             | Szwedzki delegat w Radzie Ligi Narodów |
| 1922 |                                                                | Fridtjof Nansen                                                 | Norwegia                            | Twórca paszportu nansenowskiego dla uchodźców |
| 1923 | Nie przyznano                                                  | Nie przyznano                                                   | Nie przyznano                       | Nie przyznano |
| 1924 | Nie przyznano                                                  | Nie przyznano                                                   | Nie przyznano                       | Nie przyznano |
| 1925 |                                                                | Austen Chamberlain                                              | Imperium brytyjskie                 | Współtwórca traktatu lokarneńskiego |
| 1925 |                                                                | Charles Gates Dawes                                             | Stany Zjednoczone                   | Przewodniczący Alianckiej Komisji Reparacyjnej i twórca planu Dawesa |
| 1926 |                                                                | Aristide Briand                                                 | Francja                             | Współtwórcy traktatu lokarneńskiego |
| 1926 |                                                                | Gustav Stresemann                                               | Niemcy                              | Współtwórcy traktatu lokarneńskiego |
| 1927 |                                                                | Ferdinand Buisson                                               | Francja                             | Współzałożyciel i prezes Ligi Praw Człowieka |
| 1927 |                                                                | Ludwig Quidde                                                   | Niemcy                              | Uczestnik wielu konferencji pokojowych |
| 1928 | Nie przyznano                                                  | Nie przyznano                                                   | Nie przyznano                       | Nie przyznano |
| 1929 |                                                                | Frank Billings Kellogg                                          | Stany Zjednoczone                   | Współtwórca paktu Brianda-Kelloga |
| 1930 |                                                                | Nathan Söderblom                                                | Szwecja                             | Twórca ruchu ekumenicznego |
| 1931 |                                                                | Jane Addams                                                     | Stany Zjednoczone                   | Przewodnicząca Women’s International League for Peace and Freedom |
| 1931 |                                                                | Nicholas Murray Butler                                          | Stany Zjednoczone                   | Propagator paktu Brianda-Kelloga |
| 1932 | Nie przyznano                                                  | Nie przyznano                                                   | Nie przyznano                       | Nie przyznano |
| 1933 |                                                                | Norman Angell                                                   | Wielka Brytania                     | Członek Komitetu Wykonawczego Ligi Narodów |
| 1934 |                                                                | Arthur Henderson                                                | Wielka Brytania                     | Przewodniczący Konferencji Rozbrojeniowej Ligi Narodów |
| 1935 |                                                                | Carl von Ossietzky                                              | Niemcy                              | Pacyfista i dziennikarz, więzień obozów koncentracyjnych |
| 1936 |                                                                | Carlos Saavedra Lamas                                           | Argentyna                           | Przewodniczący Ligi Narodów, mediator w konflikcie między Paragwajem i Boliwią |
| 1937 |                                                                | Robert Cecil                                                    | Wielka Brytania                     | „Za jego wkład w prace Ligi Narodów” |
| 1938 |                                                                | Międzynarodowe Nansenowskie Biuro do spraw Uchodźców            | Szwajcaria                          | Organizacja międzynarodowa pomagająca uchodźcom założona przez Fridtjofa Nansena |
| 1939 | Nie przyznano                                                  | Nie przyznano                                                   | Nie przyznano                       | Nie przyznano |
| 1940 | Nie przyznano                                                  | Nie przyznano                                                   | Nie przyznano                       | Nie przyznano |
| 1941 | Nie przyznano                                                  | Nie przyznano                                                   | Nie przyznano                       | Nie przyznano |
| 1942 | Nie przyznano                                                  | Nie przyznano                                                   | Nie przyznano                       | Nie przyznano |
| 1943 | Nie przyznano                                                  | Nie przyznano                                                   | Nie przyznano                       | Nie przyznano |
| 1944 |                                                                | Międzynarodowy Komitet Czerwonego Krzyża                        | Szwajcaria                          | Za działalność na polu pomocy humanitarnej |
| 1945 |                                                                | Cordell Hull                                                    | Stany Zjednoczone                   | Jeden z głównych współorganizatorów ONZ |
| 1946 |                                                                | Emily Greene Balch                                              | Stany Zjednoczone                   | Honorowa przewodnicząca Women’s International League for Peace and Freedom |
| 1946 |                                                                | John Mott                                                       | Stany Zjednoczone                   | Przewodniczący Międzynarodowej Rady Misyjnej oraz sekretarz generalny Związku Chrześcijańskiej Młodzieży Męskiej |
| 1947 |                                                                | Friends Service Council oraz American Friends Service Committee | Wielka Brytania · Stany Zjednoczone | Międzynarodowe organizacje pokojowe prowadzone przez kwakrów |
| 1948 | Nie przyznano                                                  | Nie przyznano                                                   | Nie przyznano                       | Nie przyznano |
| 1949 |                                                                | John Boyd Orr                                                   | Wielka Brytania                     | Sekretarz generalny Organizacji Narodów Zjednoczonych do spraw Wyżywienia i Rolnictwa |
| 1950 |                                                                | Ralph Bunche                                                    | Stany Zjednoczone                   | Za mediacje w Palestynie w 1948 roku |
| 1951 |                                                                | Léon Jouhaux                                                    | Francja                             | Członek zarządu Międzynarodowej Organizacji Pracy |
| 1952 |                                                                | Albert Schweitzer                                               | Francja                             | Założyciel szpitala w Lambaréné w Gabonie |
| 1953 |                                                                | George Marshall                                                 | Stany Zjednoczone                   | Pomysłodawca Planu Marshalla, przewodniczący Amerykańskiego Czerwonego Krzyża |
| 1954 |                                                                | Wysoki Komisarz Narodów Zjednoczonych do spraw Uchodźców        | Szwajcaria                          | Międzynarodowa organizacja pomocy założona przez ONZ |
| 1955 | Nie przyznano                                                  | Nie przyznano                                                   | Nie przyznano                       | Nie przyznano |
| 1956 | Nie przyznano                                                  | Nie przyznano                                                   | Nie przyznano                       | Nie przyznano |
| 1957 |                                                                | Lester Pearson                                                  | Kanada                              | Przewodniczący 7. sesji Zgromadzenia Ogólnego ONZ, za wprowadzenie sił pokojowych w czasie kryzysu sueskiego |
| 1958 |                                                                | Dominique Pire                                                  | Belgia                              | Założyciel i przewodniczący organizacji wspierającej uchodźców i przesiedleńców l’Europe du Cœur au Service du Monde |
| 1959 |                                                                | Philip Noel-Baker                                               | Wielka Brytania                     | Za trwający przez całe życie wytężony wysiłek na rzecz międzynarodowego pokoju i współpracy |
| 1960 |                                                                | Albert John Luthuli                                             | Południowa Afryka                   | Przewodniczący Afrykańskiego Kongresu Narodowego |
| 1961 |                                                                | Dag Hammarskjöld                                                | Szwecja                             | Sekretarz generalny Organizacji Narodów Zjednoczonych |
| 1962 |                                                                | Linus Pauling                                                   | Stany Zjednoczone                   | Za wysiłki na rzecz rozbrojenia i kampanię przeciwko próbom jądrowym |
| 1963 |                                                                | Międzynarodowy Komitet Czerwonego Krzyża                        | Szwajcaria                          | Za działalność na polu pomocy humanitarnej |
| 1963 | Międzynarodowy Ruch Czerwonego Krzyża i Czerwonego Półksiężyca |                                                                 | Szwajcaria                          | Za działalność na polu pomocy humanitarnej |
| 1964 |                                                                | Martin Luther King                                              | Stany Zjednoczone                   | Działacz na rzecz praw obywatelskich i zniesienia segregacji rasowej |
| 1965 |                                                                | UNICEF                                                          | Stany Zjednoczone                   | Międzynarodowa organizacja pomocy założona przez ONZ |
| 1966 | Nie przyznano                                                  | Nie przyznano                                                   | Nie przyznano                       | Nie przyznano |
| 1967 | Nie przyznano                                                  | Nie przyznano                                                   | Nie przyznano                       | Nie przyznano |
| 1968 |                                                                | René Cassin                                                     | Francja                             | Przewodniczący Europejskiego Trybunału Praw Człowieka |
| 1969 |                                                                | Międzynarodowa Organizacja Pracy                                | Szwajcaria                          | „Istnieje niewiele organizacji, którym udało się tak jak ILO przekształcić w czyn idee moralne, na których są zbudowane” |
| 1970 |                                                                | Norman Borlaug                                                  | Stany Zjednoczone                   | Za prace w Międzynarodowym Ośrodku Uszlachetniania Kukurydzy i Pszenicy |
| 1971 |                                                                | Willy Brandt                                                    | Niemcy Zachodnie                    | Kanclerz Republiki Federalnej Niemiec, za Ostpolitik |
| 1972 | Nie przyznano                                                  | Nie przyznano                                                   | Nie przyznano                       | Nie przyznano |
| 1973 |                                                                | Henry Kissinger                                                 | Stany Zjednoczone                   | Za negocjacje w czasie konfliktu w Wietnamie |
| 1973 |                                                                | Lê Đức Thọ                                                      | Wietnam Północny                    | Za negocjacje w czasie konfliktu w Wietnamie |
| 1974 |                                                                | Eisaku Satō                                                     | Japonia                             | „Za rezygnację z opcji atomowej dla Japonii i wysiłki na rzecz pojednania w regionie” |
| 1974 |                                                                | Seán MacBride                                                   | Irlandia                            | „Za duże zainteresowanie prawami człowieka”, współzałożyciel Amnesty International |
| 1975 |                                                                | Andriej Sacharow                                                | Związek Radziecki                   | Za kampanię na rzecz praw człowieka |
| 1976 |                                                                | Elisabeth Williams                                              | Wielka Brytania                     | Założycielki Północnoirlandzkiego Ruchu Pokoju (później przemianowanego na Wspólnotę Ludzi Pokoju) |
| 1976 | Mairead Corrigan                                               |                                                                 | Wielka Brytania                     | Założycielki Północnoirlandzkiego Ruchu Pokoju (później przemianowanego na Wspólnotę Ludzi Pokoju) |
| 1977 |                                                                | Amnesty International                                           | Wielka Brytania                     | Międzynarodowa organizacja ochrony praw więźniów sumienia |
| 1978 |                                                                | Anwar as-Sadat                                                  | Egipt                               | „Za Porozumienie z Camp David” |
| 1978 |                                                                | Menachem Begin                                                  | Izrael · Polska                     | „Za Porozumienie z Camp David” |
| 1979 |                                                                | Matka Teresa z Kalkuty                                          | Indie                               | „Założycielka Zgromadzenia Misjonarek Miłości pracującego wśród najbiedniejszych z biednych” |
| 1980 |                                                                | Adolfo Pérez Esquivel                                           | Argentyna                           | Działacz na rzecz praw człowieka |
| 1981 |                                                                | Wysoki Komisarz Narodów Zjednoczonych do spraw Uchodźców        | Szwajcaria                          | Międzynarodowa organizacja pomocy założona przez ONZ |
| 1982 |                                                                | Alfonso Robles                                                  | Meksyk                              | Za działalność na rzecz rozbrojenia |
| 1982 |                                                                | Alva Myrdal                                                     | Szwecja                             | Za działalność na rzecz rozbrojenia |
| 1983 |                                                                | Lech Wałęsa                                                     | Polska                              | „Lider związku zawodowego „Solidarność” |
| 1984 |                                                                | Desmond Tutu                                                    | Południowa Afryka                   | Za pokojową walkę z polityką apartheidu |
| 1985 |                                                                | Lekarze przeciw Wojnie Nuklearnej                               | Stany Zjednoczone                   | Za zasługi na rzecz rozbrojenia |
| 1986 |                                                                | Elie Wiesel                                                     | Stany Zjednoczone                   | Przewodniczący amerykańskiej Presidential Commission on the Holocaust |
| 1987 |                                                                | Óscar Arias Sánchez                                             | Kostaryka                           | „Za jego wysiłki na rzecz pokoju w Ameryce Środkowej, wysiłki, które doprowadziły do porozumienia podpisanego w Gwatemali 7 sierpnia 1987 roku” |
| 1988 |                                                                | Siły pokojowe ONZ                                               | ONZ                                 | „Za ważny wkład w realizację jednego z podstawowych założeń ONZ” |
| 1989 |                                                                | Tenzin Gjaco                                                    | Tybet                               | „Komitet pragnie podkreślić fakt, że w walce o wyzwolenie Tybetu Dalajlama konsekwentnie przeciwstawia się stosowaniu przemocy. Zamiast tego, opowiadał się za rozwiązaniami pokojowymi opartymi na tolerancji i wzajemnym szacunku w celu zachowania dziedzictwa historycznego i kulturalnego jego narodu” |
| 1990 |                                                                | Michaił Gorbaczow                                               | Związek Radziecki                   | „Za jego wiodącą rolę w procesie pokojowym charakteryzującym dzisiaj ważne części międzynarodowej społeczności” |
| 1991 |                                                                | Aung San Suu Kyi                                                | Birma                               | „Za jej pokojową walkę o demokrację i prawa człowieka” |
| 1992 |                                                                | Rigoberta Menchú Tum                                            | Gwatemala                           | „Za jej pracę na rzecz sprawiedliwości społecznej i pojednania etniczno-kulturowego opartego na poszanowaniu praw ludności tubylczej” |
| 1993 |                                                                | Nelson Mandela                                                  | Południowa Afryka                   | „Za ich wkład w pokojowe obalenie polityki Apartheidu i stworzenie fundamentów demokracji w Republice Południowej Afryki” |
| 1993 | Frederik Willem de Klerk                                       |                                                                 | Południowa Afryka                   | „Za ich wkład w pokojowe obalenie polityki Apartheidu i stworzenie fundamentów demokracji w Republice Południowej Afryki” |
| 1994 |                                                                | Szimon Peres                                                    | Izrael · Polska                     | „Za ich wysiłki na rzecz pokoju na Bliskim Wschodzie” |
| 1994 |                                                                | Icchak Rabin                                                    | Izrael                              | „Za ich wysiłki na rzecz pokoju na Bliskim Wschodzie” |
| 1994 |                                                                | Jasir Arafat                                                    | Palestyna                           | „Za ich wysiłki na rzecz pokoju na Bliskim Wschodzie” |
| 1995 |                                                                | Józef Rotblat                                                   | Polska · Wielka Brytania            | „Za ich wysiłki na rzecz umniejszenia roli odgrywanej przez broń jądrową w polityce międzynarodowej i, w dłuższej perspektywie, do wyeliminowania takiej broni” |
| 1995 |                                                                | Konferencja Pugwash w Sprawie Nauki i Problemów Światowych      | Kanada                              | „Za ich wysiłki na rzecz umniejszenia roli odgrywanej przez broń jądrową w polityce międzynarodowej i, w dłuższej perspektywie, do wyeliminowania takiej broni” |
| 1996 |                                                                | Carlos Filipe Ximenes Belo                                      | Timor Wschodni                      | „Za ich pracę na rzecz sprawiedliwego i pokojowego rozwiązania konfliktu w Timorze Wschodnim” |
| 1996 | José Ramos-Horta                                               |                                                                 | Timor Wschodni                      | „Za ich pracę na rzecz sprawiedliwego i pokojowego rozwiązania konfliktu w Timorze Wschodnim” |
| 1997 |                                                                | Jody Williams                                                   | Stany Zjednoczone                   | „Za wysiłki na rzecz zakazu stosowania i wyeliminowania min przeciwpiechotnych” |
| 1997 | Międzynarodowa Kampania na rzecz Zakazu Min Przeciwpiechotnych |                                                                 | Stany Zjednoczone                   | „Za wysiłki na rzecz zakazu stosowania i wyeliminowania min przeciwpiechotnych” |
| 1998 |                                                                | David Trimble                                                   | Wielka Brytania                     | „Za ich wysiłki na rzecz znalezienia pokojowego rozwiązania konfliktu w Irlandii Północnej” |
| 1998 | John Hume                                                      |                                                                 | Wielka Brytania                     | „Za ich wysiłki na rzecz znalezienia pokojowego rozwiązania konfliktu w Irlandii Północnej” |
| 1999 |                                                                | Lekarze bez Granic                                              | Francja                             | „W uznaniu pionierskiej pracy tej organizacji na kilku kontynentach” |
| 2000 |                                                                | Kim Dae-jung                                                    | Korea Południowa                    | „Za jego prace na rzecz demokracji i praw człowieka w Korei Południowej i Wschodniej Azji, a szczególnie pokoju i pojednania z Koreą Północną” |
| 2001 |                                                                | Kofi Annan                                                      | Ghana                               | „Za ich pracę na rzecz lepiej zorganizowanego i bardziej pokojowego świata” |
| 2001 |                                                                | Organizacja Narodów Zjednoczonych                               | Stany Zjednoczone                   | „Za ich pracę na rzecz lepiej zorganizowanego i bardziej pokojowego świata” |
| 2002 |                                                                | Jimmy Carter                                                    | Stany Zjednoczone                   | „Za dziesięciolecia jego niestrudzonych wysiłków w poszukiwaniu pokojowych rozwiązań konfliktów międzynarodowych, propagowania demokracji i praw człowieka i promowania rozwoju gospodarczego i socjalnego”                                                                                                 |
| 2003 |                                                                | Szirin Ebadi                                                    | Iran                                | „Za jej wysiłki na rzecz demokracji i praw człowieka, zwłaszcza skupione na walce o prawa kobiet i dzieci” |
| 2004 |                                                                | Wangari Maathai                                                 | Kenia                               | „Za jej wkład w zrównoważony rozwój, demokrację i pokój” |
| 2005 |                                                                | Międzynarodowa Agencja Energii Atomowej                         | Austria                             | „Za ich wysiłki zapobiegające używaniu energii jądrowej do celów militarnych i gwarantujące użytkowanie jej dla celów pokojowych w sposób możliwie najbezpieczniejszy” |
| 2005 |                                                                | Muhammad el-Baradei                                             | Egipt                               | „Za ich wysiłki zapobiegające używaniu energii jądrowej do celów militarnych i gwarantujące użytkowanie jej dla celów pokojowych w sposób możliwie najbezpieczniejszy” |
| 2006 |                                                                | Grameen Bank                                                    | Bangladesz                          | „Za ich wysiłki na rzecz stworzenia warunków do ekonomicznego i społecznego rozwoju od podstaw” |
| 2006 | Muhammad Yunus                                                 |                                                                 | Bangladesz                          | „Za ich wysiłki na rzecz stworzenia warunków do ekonomicznego i społecznego rozwoju od podstaw” |
| 2007 |                                                                | Międzyrządowy Zespół ds. Zmian Klimatu                          | Stany Zjednoczone                   | „Za ich wysiłki na rzecz budowy i upowszechniania wiedzy na temat zmian klimatu wynikających z działań człowieka i za stworzenie podstaw dla środków, które są niezbędne do walki z takimi zmianami.” |
| 2007 | Al Gore                                                        |                                                                 | Stany Zjednoczone                   | „Za ich wysiłki na rzecz budowy i upowszechniania wiedzy na temat zmian klimatu wynikających z działań człowieka i za stworzenie podstaw dla środków, które są niezbędne do walki z takimi zmianami.” |
| 2008 |                                                                | Martti Ahtisaari                                                | Finlandia                           | „Za jego ważne działania w celu rozwiązania konfliktów międzynarodowych, które podejmował na kilku kontynentach i przez ponad trzy dziesięciolecia” |
| 2009 |                                                                | Barack Obama                                                    | Stany Zjednoczone                   | „Za jego nadzwyczajne wysiłki na rzecz wzmocnienia międzynarodowej dyplomacji i współpracy między narodami” |
| 2010 |                                                                | Liu Xiaobo                                                      | Chiny                               | „Za jego długą i pokojową walkę o podstawowe prawa człowieka w Chinach” |
| 2011 |                                                                | Ellen Johnson-Sirleaf                                           | Liberia                             | „Za ich pokojową walkę o bezpieczeństwo kobiet i o prawo kobiet do pełnego uczestnictwa w budowaniu pokoju” |
| 2011 | Leymah Gbowee                                                  |                                                                 | Liberia                             | „Za ich pokojową walkę o bezpieczeństwo kobiet i o prawo kobiet do pełnego uczestnictwa w budowaniu pokoju” |
| 2011 |                                                                | Tawakkul Karman                                                 | Jemen                               | „Za ich pokojową walkę o bezpieczeństwo kobiet i o prawo kobiet do pełnego uczestnictwa w budowaniu pokoju” |
| 2012 |                                                                | Unia Europejska                                                 | Unia Europejska                     | „Za ponad sześćdziesięcioletni wkład w rozwój pokoju i pojednania, demokracji i praw człowieka w Europie” |
| 2013 |                                                                | Organizacja ds. Zakazu Broni Chemicznej                         | Holandia                            | „Za szeroko zakrojone wysiłki na rzecz wyeliminowania broni chemicznej” |
| 2014 |                                                                | Kailash Satyarthi                                               | Indie                               | „Za ich walkę z ciemiężeniem dzieci i młodych ludzi oraz o prawo wszystkich dzieci do edukacji” |
| 2014 |                                                                | Malala Yousafzai                                                | Pakistan                            | „Za ich walkę z ciemiężeniem dzieci i młodych ludzi oraz o prawo wszystkich dzieci do edukacji” |
| 2015 |                                                                | Tunezyjski Kwartet na rzecz Dialogu Narodowego                  | Tunezja                             | „Za jego decydujący wkład w budowę pluralistycznej demokracji w Tunezji, po jaśminowej rewolucji 2011 roku” |
| 2016 |                                                                | Juan Manuel Santos                                              | Kolumbia                            | „Za porozumienie pokojowe z FARC” |
| 2017 |                                                                | Międzynarodowa Kampania na rzecz Zniesienia Broni Nuklearnej    | Szwajcaria                          | „Za swoją pracę w zwracaniu uwagi na katastrofalne konsekwencje humanitarne użycia broni jądrowej i ogromne wysiłki na rzecz wprowadzenia popartego traktatem zakazu posiadania takiej broni” |
| 2018 |                                                                | Denis Mukwege                                                   | Demokratyczna Republika Konga       | „Za wysiłki mające na celu zaprzestanie używania przemocy seksualnej jako narzędzia wojny i konfliktów zbrojnych” |
| 2018 |                                                                | Nadia Murad                                                     | Irak                                | „Za wysiłki mające na celu zaprzestanie używania przemocy seksualnej jako narzędzia wojny i konfliktów zbrojnych” |
| 2019 |                                                                | Abiy Ahmed Ali                                                  | Etiopia                             | „Za wysiłki w celu osiągnięcia pokoju i międzynarodowej współpracy, w szczególności za jego decydującą inicjatywę, by rozwiązać konflikt na granicy z sąsiadującą Erytreą.” |
| 2020 |                                                                | Światowy Program Żywnościowy                                    | Włochy                              | „Za wysiłki w celu zwalczania głodu, za wkład w polepszanie warunków dla pokoju na obszarach dotkniętych konfliktem i za bycie siłą napędową wysiłków mających na celu zapobieganie użycia głodu jako broni w wojnach i konfliktach.”                                                                       |
| 2021 |                                                                | Maria Ressa                                                     | Filipiny                            | „Za ich wysiłki na rzecz ochrony wolności słowa, która jest warunkiem wstępnym demokracji i trwałego pokoju.” |
| 2021 |                                                                | Dmitrij Muratow                                                 | Rosja                               | „Za ich wysiłki na rzecz ochrony wolności słowa, która jest warunkiem wstępnym demokracji i trwałego pokoju.” |
| 2022 |                                                                | Aleś Bialacki                                                   | Białoruś                            | za dokumentowanie zbrodni wojennych, łamania praw człowieka i nadużyć władzy. |
| 2022 |                                                                | Stowarzyszenie Memoriał                                         | Rosja                               | za dokumentowanie zbrodni wojennych, łamania praw człowieka i nadużyć władzy. |
| 2022 |                                                                | Centrum Wolności Obywatelskich                                  | Ukraina                             | za dokumentowanie zbrodni wojennych, łamania praw człowieka i nadużyć władzy. |
| 2023 |                                                                | Narges Mohammadi                                                | Iran                                | za walkę z uciskiem kobiet w Iranie oraz walkę na rzecz promowania praw człowieka i wolności dla wszystkich |
| 2024 |                                                                | Nihon Hidankyō                                                  | Japonia                             | za wysiłki na rzecz świata wolnego od broni jądrowej i za ukazywanie za pomocą relacji świadków, że broń jądrowa nigdy więcej nie może zostać użyta |